# 奇维泰拉卡萨诺瓦
奇维泰拉卡萨诺瓦（義大利語：Civitella Casanova），是意大利佩斯卡拉省的一个市镇。总面积31平方公里，人口1968人，人口密度63.5人/平方公里（2009年）。ISTAT代码为068014。